# Nati nel 2004/Gennaio
| Questa pagina contiene informazioni ricavate automaticamente dalle voci biografiche con l'ausilio del template Bio e di un bot. L'aggiornamento è periodico e automatico e ricostruisce completamente la pagina. Se manca una persona in questa lista, sei pregato di non aggiungerla, ma accertati piuttosto che la sua voce biografica contenga il template Bio e che i dati anagrafici siano correttamente compilati. Se il template Bio manca, inseriscilo tu stesso o, in alternativa, metti l'avviso {{tmp\|Bio}} che ne segnala la mancanza. Se i dati riportati sono sbagliati, correggi direttamente la voce biografica; le modifiche saranno visibili in questa lista entro pochi giorni. Per chiarimenti vedi il progetto biografie. La lista contiene solo le 92 persone che sono citate nell'enciclopedia e per le quali è stato implementato correttamente il template Bio. Pagina aggiornata al 3 mar 2024. |

- 1º gennaio - Lamine Camara, calciatore senegalese
- 1º gennaio - Giovani Henrique Amorim da Silva, calciatore brasiliano
- 1º gennaio - Uroš Kabić, calciatore serbo
- 2 gennaio - Pablo Felipe Pereira de Jesus, calciatore portoghese
- 2 gennaio - Adriana Vilagoš, giavellottista serba
- 2 gennaio - Giovanni van Zwam, calciatore olandese
- 3 gennaio - Carlos Baleba, calciatore camerunese
- 3 gennaio - Noga Block, ginnasta israeliana
- 3 gennaio - Habib Diarra, calciatore senegalese
- 3 gennaio - Miha Fontaine, sciatore freestyle canadese
- 3 gennaio - Japa, calciatore brasiliano
- 3 gennaio - Nicolás Vallejo, calciatore argentino
- 4 gennaio - Peyton Kennedy, attrice canadese
- 4 gennaio - Matte Smets, calciatore belga
- 4 gennaio - Victor Wembanyama, cestista francese
- 5 gennaio - Lucas Mincarelli, calciatore francese
- 6 gennaio - Malorie Blanc, sciatrice alpina svizzera
- 6 gennaio - Roméo Lavia, calciatore belga
- 6 gennaio - Pietro Giovanni Motterlini, sciatore alpino italiano
- 6 gennaio - Fernando Ovelar, calciatore paraguaiano
- 6 gennaio - Doriane Pin, pilota automobilistica francese
- 6 gennaio - Lucile Tessariol, nuotatrice francese
- 6 gennaio - Camilla Campagnaro, ginnasta italiana
- 6 gennaio - Thom van Bergen, calciatore olandese
- 7 gennaio - Isaac Cooper, nuotatore australiano
- 7 gennaio - Natalie Falch, sciatrice alpina austriaca
- 7 gennaio - Alexandria Loutitt, saltatrice con gli sci canadese
- 7 gennaio - Sofia Wylie, attrice, ballerina e modella statunitense
- 8 gennaio - Lucas Assadi, calciatore cileno
- 8 gennaio - Gregorio Bernardi, sciatore alpino italiano
- 9 gennaio - Daniil Chudjakov, calciatore russo
- 10 gennaio - Ivar Jenner, calciatore indonesiano
- 12 gennaio - Ahn Seo-hyun, attrice sudcoreana
- 12 gennaio - Kaiky, calciatore brasiliano
- 12 gennaio - Juan Larios, calciatore spagnolo
- 12 gennaio - Brooke Norton-Cuffy, calciatore inglese
- 13 gennaio - Marie Detruyer, calciatrice belga
- 13 gennaio - Tecla Insolia, cantante e attrice italiana
- 13 gennaio - Émile Nadeau, sciatore freestyle canadese
- 13 gennaio - Ou Yushan, ginnasta cinese
- 14 gennaio - Sidi Bane, calciatore senegalese
- 14 gennaio - Leon King, calciatore scozzese
- 15 gennaio - Emre Demir, calciatore turco
- 15 gennaio - Grace VanderWaal, cantautrice statunitense
- 16 gennaio - Agustín Giay, calciatore argentino
- 16 gennaio - Sigrun Kleinrath, combinatista nordica austriaca
- 16 gennaio - Damian van der Haar, calciatore olandese
- 17 gennaio - Harry Collett, attore britannico
- 17 gennaio - Tollef Haugen, sciatore alpino norvegese
- 17 gennaio - Anton Kade, calciatore tedesco
- 18 gennaio - Ryan Duncan, calciatore scozzese
- 19 gennaio - Dino Beganovic, pilota automobilistico svedese
- 19 gennaio - Mohamed-Ali Cho, calciatore francese
- 19 gennaio - Arina Fedorovceva, pallavolista russa
- 19 gennaio - Sofia Raffaeli, ginnasta italiana
- 20 gennaio - Anthony Black, cestista statunitense
- 20 gennaio - Ali Jasim, calciatore iracheno
- 20 gennaio - Mads Enggård, calciatore danese
- 20 gennaio - Artur Gajdoš, calciatore slovacco
- 20 gennaio - Burak İnce, calciatore turco
- 21 gennaio - Ingrid Alexandra di Norvegia, principessa norvegese
- 21 gennaio - Frederik Svane, scacchista tedesco
- 22 gennaio - Dambasuren Batsuren, scacchista mongolo
- 22 gennaio - Luka Budisavljević, scacchista serbo
- 22 gennaio - Marko Lazetić, calciatore serbo
- 22 gennaio - Piotr Starzyński, calciatore polacco
- 22 gennaio - Thauan Lara, calciatore brasiliano
- 23 gennaio - Julio César Enciso, calciatore paraguaiano
- 23 gennaio - Kristian Hlynsson, calciatore islandese
- 24 gennaio - Karina Magrupova, nuotatrice artistica kazaka
- 24 gennaio - Darío Osorio, calciatore cileno
- 25 gennaio - Andrij Buleza, calciatore ucraino
- 25 gennaio - Kayla DiCello, ginnasta statunitense
- 25 gennaio - Herculano Nabian, calciatore guineense
- 26 gennaio - Kévin Keben, calciatore camerunese
- 26 gennaio - Zrinka Ljutić, sciatrice alpina croata
- 26 gennaio - Addison Riecke, attrice, cantante e modella statunitense
- 26 gennaio - Tijmen van der Helm, pilota automobilistico olandese
- 27 gennaio - Aoba Fujino, calciatrice giapponese
- 28 gennaio - Emoni Bates, cestista statunitense
- 28 gennaio - Jean Pedroso, calciatore brasiliano
- 28 gennaio - Giulia Cotroneo, ginnasta italiana
- 28 gennaio - Miguel Falé, calciatore portoghese
- 28 gennaio - António Morgado, ciclista su strada e pistard portoghese
- 28 gennaio - Ernest Poku, calciatore olandese
- 29 gennaio - Erriyon Knighton, velocista statunitense
- 29 gennaio - Viktor Đukanović, calciatore montenegrino
- 30 gennaio - Julián Fernández, calciatore argentino
- 30 gennaio - Richie Sagrado, calciatore belga
- 31 gennaio - Samed Baždar, calciatore serbo
- 31 gennaio - Adrián Fernández, pilota motociclistico spagnolo
- 31 gennaio - Charlie Webster, calciatore inglese